# Anacroneuria puna
Anacroneuria puna is een steenvlieg uit de familie borstelsteenvliegen (Perlidae). De wetenschappelijke naam van de soort is voor het eerst geldig gepubliceerd in 2001 door Stark.